# Cacochroa corfuella
Cacochroa corfuella is een vlinder uit de familie grasmineermotten (Elachistidae). De wetenschappelijke naam is voor het eerst geldig gepubliceerd in 2000 door Lvovsky.
De soort komt voor in Europa.